# Roland Froese

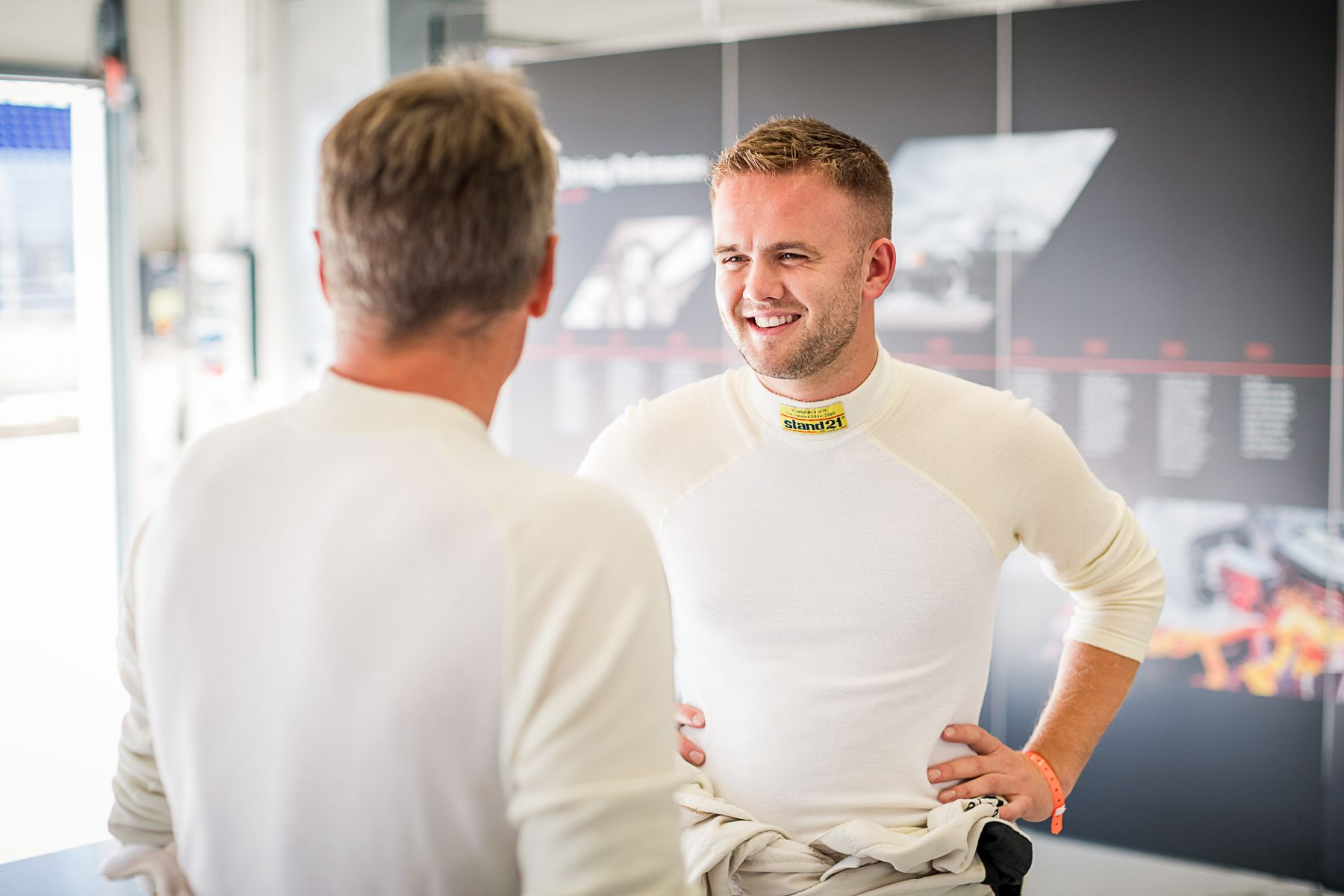
Roland Froese, 2019 bei Testfahrten auf dem Red Bull Ring (Österreich)

Roland Froese (* 29. September 1993 in Altenkirchen) ist ein deutscher Automobilrennfahrer.

## Karriere

### Rennfahrer
Froese betreibt seit 2015 regelmäßig Motorsport und ist vor allem im Tourenwagen- und GT-Sport aktiv. Anfangs nahm er mit einem Freund in einem selbst aufgebauten Mercedes-Benz W 201 in der GLP/RCN am Nürburgring teil. Im Jahr 2019 startete er im NATC Bördesprint in Oschersleben mit einem Ford Fiesta ST Cup, wo er in sechs Rennen auf sechs Podiumsplatzierungen in seiner Klasse kam.
Seit 2020 ist er meist in der Nürburgring Langstrecken-Serie aktiv, 2020 auf einem BMW M240i, der von Adrenaline Motorsport eingesetzt wurde. 2021 wechselte er zum Team Schnitzel-Alm Racing, wo er in einem Mercedes-AMG GT4 antrat.
Im Jahr 2022 fuhr er vereinzelte Rennen in der Nürburgring Langstrecken-Serie und in der ADAC GT4 Germany auf einem Mercedes-AMG GT4.
Froese bestritt die 24-Stunden-Rennen auf dem Nürburgring 2020, 2021 und 2022 immer beim Team Adrenalin Motorsport. 2020 gewann er bei seinem ersten 24-Stunden-Rennen er die Klasse der BMW-M240i-Cup-Fahrzeuge.

### Instruktor und Coach
Froese ist seit 2020 als Freiberuflicher Instruktor tätig, wo er andere Renn- und Hobbyfahrer coacht und unterstützt.